# Novčica
Novčica je rijeka u Hrvatskoj, lijevi pritok rijeke Like. Duga je 29 km, a površina porječja joj je 164,8 km2. U izvorišnom toku naziva se Brušanica, a nizvodno od Ličkog Novog Novčica. Voda Novčice u prosjeku je 3-4°C veća od okoline.

## Tok rijeke
Izvore se nalazi na 1286 m nadmorske visine, na Velebitu, u podnožju Sadikovca i Oštarskih vrata. Prolazi kroz Gospić, te se oko 5 km istočno od Gospića ulijeva u ponornicu Liku.